# Mummolus
Mummolus ou Mummole, 10e évêque d’Uzès, épiscopat en 661.

## Chronologie
| 661. | Évêque séditieux et remuant qui s'opposa à saint Amand, au sujet d'une fondation, et se signala par ses violences contre les moines des îles de Lérins. |
| 683. | Quelques historiens placent, après Mummole, un évêque d'Uzès appelé Potentin, dont les Bénédictins ont nié l'existence. Il a dû passer, cependant, sur le siège d'Uzès, entre Mummole qui précède, et Sigipert qui suit, un ou plusieurs prélats dont le nom ne nous est point parvenu. |
| 755. | L'évêché d'Uzès retourne à Narbonne, son ancienne métropole. |